# Orthaster
Orthaster is een geslacht van uitgestorven zee-egels uit de familie Aeropsidae.

## Soorten
- Orthaster dagestanensis Moskvin, 1982 † Paleoceen, Oekraïne, Kazachstan, Dagestan.
- Orthaster alievi Moskvin, 1982 † Campanien-Maastrichtien, Dagestan, Kopet-Dag, de Kaukasus.